# Patos Cabreros
Patos Cabreros es una murga uruguaya que participó por primera vez en el Carnaval en 1927. 

## Historia
Fundada en 1927 Los Patos se estrenaron con un primer premio. Fue la primera murga uruguaya en cruzar el Río de la Plata, para actuar en Buenos Aires. Su fundador es José "Pepino" Ministeri, vendedor de diarios enfrente al antiguo Teatro Artigas, en la esquina de las calles Andes y Colonia en donde hoy hay un estacionamiento.
En 2019 su Director responsable es Walter Amor, los textos están a cargo de Eduardo Riguad.
El 6 de junio de 2023, remató el cincuenta por ciento del título: Patos Cabreros, por un valor de 180.000 pesos uruguayos.

## Discografía
- 2023, Buenas Noches Auditorio
- 2015, Patos Cabreros (en vivo)